# Dirinastrum
Dirinastrum es un género de hongos liquenizados en la familia Roccellaceae.